# Edward Chichester (4e marquis de Donegall)
Pour les articles homonymes, voir Chichester.
Edward Chichester, 4e marquis de Donegall (11 juin 1799 - 20 janvier 1889) est un membre du clergé qui devient tardivement un pair irlandais. Jusqu'en 1871, il est connu comme le révérend Edward Chichester.  

## Biographie
Il est le fils de George Chichester (2e marquis de Donegall). Né à Great Cumberland Place, Westminster, il fait ses études au Collège d'Eton et à Trinity College de Dublin, où il obtient un BA en 1822. 
Fils cadet, il devient prêtre de l'Église d'Irlande et est doyen de Raphoe de 1831 à 1871. En 1853, le seul fils survivant de son frère aîné, Frederick Richard Chichester, comte de Belfast (1827–1853), meurt célibataire à Naples, laissant Lord Edward comme héritier présomptif du marquis. En 1883, à l'âge de 84 ans, il succède finalement à son frère aîné de 86 ans et devient le quatrième marquis de Donegall. Il meurt six ans plus tard à St Leonards-on-Sea, Sussex, et est enterré au Cimetière de Kensal Green, à Londres. 
Le 21 septembre 1821, il épouse Amelia Spread Deane O'Grady, la troisième fille de Henry Deane Grady (en) de son mariage avec Dorcas Spread. Ils ont cinq enfants : 
- George Chichester (5e marquis de Donegall) (27 juin 1822 - 13 mai 1904 [1]
- Annabella Augusta, qui, le 23 juillet 1844, épouse Washington Shirley, 9e comte Ferrers
- Dorcas Juliana Fanny
- Henry Fitzwarine (né le 11 septembre 1834)
- Adolphus John Spencer Churchill (né le 18 décembre 1836) qui épouse Mary, le seul enfant de Robert Peel Dawson, de Moyola Park, Castledawson, et est décédé en 1901[2]. Il est le père de Robert Chichester et le grand-père de James Chichester-Clark, baron Moyola, Premier ministre d'Irlande du Nord, et de Robin Chichester-Clark[3].

Une grande partie des domaines de Donegall passent à la fille du 3e marquis, Harriet Augusta Anna Seymourina, l'épouse d'Anthony Ashley-Cooper (8e comte de Shaftesbury). 